# Вулиця Атени Пашко (Бучач)
Вулиця Атени Пашко в Бучачі — одна з вулиць у м. Бучачі. Названа на честь Атени Пашко.